# Ассоциация летних Олимпийских международных федераций
Ассоциация летних Олимпийских международных федераций (АЛОМФ; англ. Association of Summer Olympic International Federations, ASOIF) — некоммерческая ассоциация международных спортивных федераций, участвующих в летних Олимпийских играх. Создана 30 мая 1983 года. Штаб-квартира находится в Лозанне (Швейцария), в том же городе, где находится штаб-квартира Международного олимпийского комитета (МОК).

## История
30 мая 1983 года 21 международная федерация, управляющая видами спорта, включёнными в программу летних Олимпийских игр 1984 года, решила создать Ассоциацию летних Олимпийских международных федераций (АЛОМФ).
АЛОМФ был создан, как указано во второй статье его устава, «координировать и защищать общие интересы своих членов», «обеспечивать тесное сотрудничество между его Членами, членами Олимпийского движения и другими организациями», а также, «защищать и поддерживать авторитет, независимость и автономию членов».
В 2015 году Организационный комитет Олимпийских игр Токио-2020 предложил пять новых видов спорта в ответ на новую гибкость, обеспечиваемую «Олимпийской повесткой дня 2020», стратегической дорожной картой МОК для будущего Олимпийского движения. «Олимпийская повестка 2020» даёт городам-организаторам возможность предлагать новые виды спорта и мероприятия для включения в программу Игр. Каратэ, скейтбординг, спортивное скалолазание, сёрфинг и бейсбол/софтбол были добавлены в Олимпийскую программу в Токио в 2020 году. АЛОМФ внёс поправки в свой устав, позволяющие международным федерациям, «управляющими видами спорта, включёнными в программу мероприятий конкретного выпуска Летних Олимпийских игр», стать «ассоциированными членами».

## Структура
Члены АЛОМФ встречаются раз в год на Генеральной ассамблее. Генеральная ассамблея обычно предшествует совместному заседанию Исполнительного совета Международного олимпийского комитета и международных федераций, на котором обсуждается множество тем в общих интересах олимпийского движения.
АЛОМФ управляется исполнительным органом, Советом, который состоит из семи индивидуальных членов (президента и шести представителей разных федераций), большинство из которых являются президентами летних олимпийских международных федераций. Один из шести членов Совета избирается вице-президентом. Президент и все члены Совета избираются сроком на 4 года.
Генеральный секретариат ASOIF находится в Лозанне и управляется исполнительным директором ASOIF, который назначается Советом по предложению Президента. Исполнительный директор также входит в Совет, но без права голоса.

### Совет
Ниже перечислены члены Совета АЛОМФ по состоянию на 12 июня 2021 года.
| Должность               | Имя и фамилия         | Страна         | Федерация                                                        |
| ----------------------- | --------------------- | -------------- | ---------------------------------------------------------------- |
| Президент               | Франческо Риччи Битти | Италия         | Международная федерация тенниса (Почётный пожизненный президент) |
| Вице-президент          | Угур Эрденер          | Турция         | Всемирная федерация стрельбы из лука                             |
| Член Совета             | Себастьян Коу         | Великобритания | Международная атлетика                                           |
| Член Совета             | Ингмар Де Вос         | Бельгия        | Международная федерация конного спорта                           |
| Член Совета             | Марисоль Касадо       | Испания        | Международный союз триатлона                                     |
| Член Совета             | Моринари Ватанабэ     | Япония         | Международная федерация гимнастики                               |
| Член Совета             | Ненад Лалович         | Сербия         | Объединённый мир борьбы                                          |
| Исполнительный директор | Эндрю Райан           | Великобритания |                                                                  |

## Члены
Ниже перечислены 32 члена АЛОМФ по состоянию на 3 июля 2024 года:
| Федерация                                               | Год  | Вид спорта | Президент               | Вебсайт                  |
| ------------------------------------------------------- | ---- | --- | ----------------------- | ------------------------ |
| Международная федерация плавания (ФИНА)                 | 1908 | Водные виды спорта включая, плавание, водное поло, прыжки в воду, синхронное плавание                                                        | Хулио Сесар Маглионе    | fina.org                 |
| Всемирная федерация стрельбы из лука (ВФСЛ)             | 1931 | Стрельба из лука | Угур Эрденер            | worldarchery.org         |
| Международная атлетика (ИААФ)                           | 1912 | Лёгкая атлетика | Себастьян Коу           | iaaf.org                 |
| Всемирная федерация бадминтона (ВФБ)                    | 1934 | Бадминтон | Поуль-Эрик Хёйер Ларсен | bwfbadminton.org         |
| Всемирная конфедерация бейсбола и софтбола (ВКБС)       | 2013 | Бейсбол и софтбол | Риккардо Фраккари       | wbsc.org                 |
| Международная федерация баскетбола (ФИБА)               | 1932 | Баскетбол | Хамане Ньянг            | fiba.basketball          |
| Международная федерация каноэ (ИКФ)                     | 1946 | Гребля на байдарках и каноэ, гребной слалом                                                                                                  | Хосе Перурена Лопес     | canoeicf.com             |
| Международный союз велосипедистов (МСВ)                 | 1900 | Велоспорт | Давид Лапартье          | uci.ch                   |
| Международная федерация конного спорта (МФКС)           | 1921 | Конный спорт | Ингмар Де Вос           | fei.org                  |
| Международная федерация фехтования (МФФ)                | 1913 | Фехтование | Алишер Усманов          | fie.org                  |
| Международная федерация хоккея на траве (ФИХ)           | 1924 | Хоккей на траве | Нариндер Дхрув Батра    | fih.ch                   |
| Международная федерация футбольных ассоциаций (ФИФА)    | 1904 | Футбол | Джанни Инфантино        | fifa.com                 |
| Международная федерация гольфа (МФГ)                    | 1958 | Гольф | Питер Доусон            | igfgolf.org              |
| Международная федерация гимнастики (ФИЖ)                | 1881 | Спортивная и художественная гимнастика, прыжки на батуте                                                                                     | Моринари Ватанабэ       | fig-gymnastics.com       |
| Международная федерация гандбола (ИГФ)                  | 1946 | Гандбол | Хассан Мустафа          | ihf.info                 |
| Международная федерация дзюдо (МФД)                     | 1951 | Дзюдо | Мариус Визер            | ijf.org                  |
| Всемирная федерация карате (ВФК)                        | 1970 | Каратэ | Антонио Эспинос         | wkf.net                  |
| Международный союз современного пятиборья (МССП)        | 1948 | Современное пятиборье | Клаус Шорман            | pentathlon.org           |
| Всемирная федерация роллер-спорта (ВФРС)                | 1924 | Роллер-спорт (включая инлайн-хоккей, гонки на роликах, хоккей на квадах, роллер-дерби, скейтбординг и фигурное катание на роликовых коньках) | Сабатино Араку          | worldskate.org           |
| Международная федерация гребного спорта (ФИСА)          | 1892 | Академическая гребля | Жан-Кристоф Роллан      | worldrowing.com          |
| Международный совет регби (МСР)                         | 1886 | Регби, включая регби-7 | Билл Бомонт             | worldrugby.org           |
| Международная федерация парусного спорта (ИСАФ)         | 1907 | Парусный спорт | Ли Цюаньхай             | sailing.org              |
| Международная федерация спортивной стрельбы (МФСС)      | 1907 | Стрелковый спорт | Владимир Лисин          | issf-sports.org          |
| Международная федерация спортивного скалолазания (МФСС) | 2007 | Спортивное скалолазание | Марко Мария Сколарис    | ifsc-climbing.org        |
| Международная ассоциация сёрфинга (МАС)                 | 1964 | Сёрфинг | Фернандо Агуэрре        | isasurf.org              |
| Международная федерация настольного тенниса (ИТТФ)      | 1926 | Настольный теннис | Томас Вайкерт           | ittf.com                 |
| Всемирная федерация тхэквондо (ВТФ)                     | 1973 | Тхэквондо | Чун Вон Чо              | worldtaekwondo.org       |
| Международная федерация тенниса (ИТФ)                   | 1913 | Теннис | Дэвид Хаггерти          | itftennis.com            |
| Международный союз триатлона (ИТУ)                      | 1989 | Триатлон | Марисоль Касадо         | triathlon.org            |
| Международная федерация волейбола (ФИВБ)                | 1947 | Волейбол и пляжный волейбол | Ари Граса Фильо         | fivb.com                 |
| Международная федерация тяжёлой атлетики (ИВФ)          | 1905 | Тяжёлая атлетика | Майкл Ирани (временный) | iwf.net                  |
| Объединённый мир борьбы (ОМБ)                           | 1912 | Борьба | Ненад Лалович           | unitedworldwrestling.org |
| Всемирная федерация танцевального спорта (ВФТС)         | 1957 | Танцевальный спорт | Шон Тау                 | worlddancesport.org      |